# Wacław Sierpiński
Wacław Sierpiński (Varsóvia, 14 de março de 1882 — Varsóvia, 21 de outubro de 1969) foi um matemático polonês.

## Vida
Em 1903, ainda na Universidade de Varsóvia, o Departamento de Matemática e Física ofereceu um prêmio para o melhor ensaio de um aluno sobre a contribuição de Voronoy à teoria dos números. Sierpiński foi premiado com uma medalha de ouro por seu ensaio, estabelecendo assim as bases para sua primeira grande contribuição matemática. Não querendo que seu trabalho fosse publicado em russo, ele o reteve até 1907, quando foi publicado na revista matemática de Samuel Dickstein 'Prace Matematyczno-Fizyczne' (polonês: 'The Works of Mathematics and Physics').
Após sua graduação em 1904, Sierpiński trabalhou como professor de matemática e física em Varsóvia. No entanto, quando a escola fechou por causa de uma greve, Sierpiński decidiu ir para Cracóvia para fazer o doutorado. Na Universidade Jagiellonian em Cracóvia, ele assistiu a palestras de Stanisław Zaremba sobre matemática. Ele também estudou astronomia e filosofia. Ele recebeu seu doutorado e foi nomeado para a Universidade de Lwów em 1908.

## Trabalhos

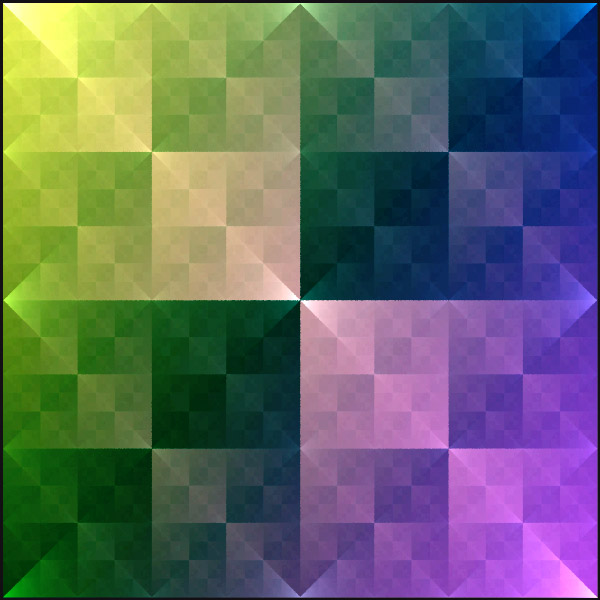
Sierpinski square, um fractal

Apesar de dificuldades impostas pela ocupação da Polônia pelo Império Russo, Sierpiński entrou para o departamento de física e matemática da Universidade de Varsóvia em 1899.
Vários objetos matemáticos foram denominados em honra a Sierpiński, ou foram estudados por ele:
- Triângulo de Sierpiński - uma fractal de aspecto triangular
- Tapete de Sierpiński - uma fractal no plano, generalização para 2D do conjunto de Cantor
- Esponja de Menger - a generalização para 3D do tapete
- Número de Sierpiński - um número ímpar k tal que k 2n + 1 é um número composto para todo n
- Curva de Sierpiński - curvas fractais que enchem todo o espaço
- Constante de Sierpiński - o limite {\displaystyle K=\lim _{n\to \infty }\left[\sum _{k=1}^{n}{r_{2}(k) \over k}-\pi \ln n\right]}
- Espaço de Sierpiński - o espaço topológico em {0,1} cujos abertos são {}, {1} e {0,1}
- Teorema da aridade

Está sepultado no Cemitério de Powązki em Varsóvia.

## Publicações
Sierpiński escreveu 724 artigos e 50 livros, quase todos em polonês. Seu livro Cardinal and Ordinal Numbers foi originalmente publicado em inglês em 1958. Dois livros, Introduction to General Topology (1934) e General Topology (1952) foram traduzidos para o inglês pela matemática canadense Cecilia Krieger. Outro livro, Pythagorean Triangles (1954), foi traduzido para o inglês pelo matemático indiano Ambikeshwar Sharma, publicado em 1962 e republicado pela Dover Books em 2003; ele também tem uma tradução russa. Outra obra sua publicada em inglês é a Elementary Theory of Numbers (traduzida por A. Hulanicki em 1964), baseada em seu polonês Teoria Liczb (1914 e 1959). Outro livro, chamado "250 Problems in Elementary Number Theory" foi traduzido para o inglês (1970) e russo (1968).